# Erhard Mayke
Erhard Felix Eduard Albert Mayke, född 6 januari 1896 i Konitz i Preussen (nuvarande Polen), död 13 april 1962 i Västberlin, var en tysk hastighetsåkare på skridskor. Han deltog i Sankt Moritz 1928. Han tävlade på 500 och 5 000 m.